# Al-Ain Saudi Football Club
L'Al-Ain Saudi Football Club, meglio conosciuto come Al-Ain Saudi (in arabo: نادي العين السعودي) è una società calcistica saudita con sede ad Al Bahah, cittadina non lontana dal Mar Rosso.
La società è stata fondata nel 1978, conosciuta in primo momento come Zahran e successivamente come Al Ameed fino al 2014. 
Nel 2020 ha ottenuto la sua prima promozione nel massimo campionato saudita.

## Storia

### Gli ultimi anni
Nella stagione 2019-2020, la squadra ottiene il terzo posto in MS League, campionato di secondo livello saudita, conquistando la prima storica promozione in Pro League.

## Strutture

### Stadio
Lo stadio che ospita le partite di casa del club è il Città dello sport Re Saud bin Abdul Aziz, con una capienza di circa 10 000 posti.

## Organico
| N. |                           | Ruolo | Calciatore        |
| -- | ------------------------- | ----- | ----------------- |
| 3  | Nigeria (bandiera)        | D     | Erhun Obanor      |
| 4  | Arabia Saudita (bandiera) | D     | Nasser Al-Haleel  |
| 5  | Arabia Saudita (bandiera) | D     | Raed Al-Malki     |
| 6  | Arabia Saudita (bandiera) | D     | Karam Barnawi     |
| 7  | Nigeria (bandiera)        | A     | Anthony Okpotu    |
| 8  | Arabia Saudita (bandiera) | C     | Nasser Al-Dajani  |
| 9  | Arabia Saudita (bandiera) | A     | Ali Al-Mayyad     |
| 10 | Capo Verde (bandiera)     | C     | Dodô              |
| 11 | Arabia Saudita (bandiera) | D     | Hassan Raghfawi   |
| 12 | Arabia Saudita (bandiera) | C     | Essam Al-Muwallad |
| 16 | Arabia Saudita (bandiera) | A     | Ali Al-Zahrani    |
| 17 | Arabia Saudita (bandiera) | A     | Al-Bara'a Baazeem |
| 18 | Arabia Saudita (bandiera) | C     | Faisal Al-Jahani  |

| N. |                           | Ruolo | Calciatore         |
| -- | ------------------------- | ----- | ------------------ |
| 24 | Costa d'Avorio (bandiera) | C     | Daouda Sylla       |
| 25 | Arabia Saudita (bandiera) | D     | Sattam Al-Tumbukti |
| 30 | Brasile (bandiera)        | P     | Bruno Grassi       |
| 33 | Arabia Saudita (bandiera) | D     | Hussein Hawsawi    |
| 44 | Costa d'Avorio (bandiera) | D     | Mohamed Ouattara   |
| 50 | Arabia Saudita (bandiera) | D     | Munif Doshy        |
| 70 | Arabia Saudita (bandiera) | D     | Ali Daqrashawi     |
| 71 | Arabia Saudita (bandiera) | D     | Khaled Al-Shamrani |
| 77 | Arabia Saudita (bandiera) | C     | Saeed Al-Qarni     |
| 87 | Arabia Saudita (bandiera) | C     | Omar Al-Zahrani    |
| 93 | Arabia Saudita (bandiera) | C     | Nawaf Al-Osamei    |
| 97 | Arabia Saudita (bandiera) | C     | Nawaf Al-Zahrani   |
|    | Ciad (bandiera)           | D     | Othman Hassan      |